# 51 Market Street
51 Market Street, également connu sous le nom de William et Rosamond Clark Maison, est une maison historique située entre les rues Madison et Monroe de Manhattan à New York City. Les deux étages maison a été construite en 1824-25 à la fin du style Fédéral, à un moment où le Lower East Side était un prospère quartier résidentiel. Le propriétaire d'origine a été apparemment William Clark, un épicier. La partie supérieure des deux étages ont été ajoutés à la fin du 19me siècle. La maison a été décrit comme un « superbe » exemple du style Fédéral.
51 Market Street a été désignée comme la Ville de New York historique en 1965, et a été ajouté au Registre national des lieux historiques en 1977.